# مری مک‌گاکیان
مری مک‌گاکیان (انگلیسی: Mary McGuckian؛ زادهٔ ۲۷ مهٔ ۱۹۶۳) کارگردان فیلم، تهیه‌کننده فیلم، فیلم‌نامه‌نویس، کارگردان نمایش و بازیگر اهل ایرلند شمالی است.
از فیلم‌هایی که وی در آن‌ها نقش داشته است، می‌توان به پل سن لوئیس ری و غیرقابل تصور  اشاره نمود.